# Громшин
Громшѝн е село в Северозападна България. То се намира в община Бойчиновци, област Монтана.

## География
Селото е разположено на левия бряг на река Огоста. От изток се намира с. Лехчево, от запад с. Кобиляк, север с. Мадан. На юг землището на селото граничи с Врачанска област.
Землището на селото е подходящо за отглеждане на лозя, овощни култури и зърнени.

## История
Името на селото идва от старата диалектична форма „громошин“. То произлиза от думите „гром“ – гръм, трясък и „шина“ – метален обръч. Това е свързано със съществувалите в селото многобройни коларо – железарски работилници.
В района на село Громшин е намерена лъка от тракийска гривна с 5 розетки. Това са фибули с характерен лък с петлистни розетки, известни като фибули тип „Букьовци“. Датирането им е към края на V и началото на IV век пр.н.е. Фибулите са художествено изработени големи игли за закопчаване на дрехи. Съхраняват се в историческия музей на гр. Монтана.
В римски надпис намерен при с. Громшин, Монтана се определя като център с муниципално право, тоест право на град със значителна територия.
Най-ранни писмени сведения за селото са дадени в турски данъчни документи, съхранявани в Национална библиотека „Св. св. Кирил и Методий“. Турските описвачи през 1479 и 1485 г., описвайки ленните владения в санджака Никопол, дават сведение за селото и принадлежността му към Али, син на Ибрахим. В данъчните дефтери селото е изписано по начин както се произнася и до днес.
„Тимар на Али, син на Ибрахим. Преминал у него от Тимур, син на Тар паша. Владее го и участва във военните походи съгласно султански берат.
Село Громшин, спадащо към Ивраджа: домакинства-22, неженени – 2, приход -2821 акчета.
.......“
В селото има паметник на загиналите във войните през 1912, 1913, 1915 – 1918 г.
На изборите през 1949 година, след забраната на опозицията и в разгара на колективизацията, в селото гласуват по-малко от половината избиратели.

## Религии
- Православно християнство.

В близост до селото е Градешкият манастир „Свети Пророк Предтеча и Кръстител Господен Йоан“.
Едно от преданията за манастира е свързано със село Громшин. Още по време на османската власт е съществувал стар манастир, разположен на стръмния десен бряг на р. Огоста в местността „Кърнино“. Той се е намирал на около 1500 метра от днешния манастир. И до днес мястото на този стар манастир се нарича „Пустия манастир“. Той е бил опожарен по време на кърджалийските нападения. И така преданието, свързано с Громшин, е, че брат и сестра от това село решават да възстановят опожарения манастир в местността „Кърнино“. Те прекарват там необходимите греди, камъни и шинди. Когато започват самия градеж, над тях закръжал голям орел, който се спуснал и грабнал една от шиндите и полетял на юг. Орелът пуснал дъската на мястото на днешния манастир, хората го възприели като поличба и построили манастира там.
До с. Громшин има каменист склон с името Ръсевица. Според Анчо Калоянов това наименование има общо с етнографската група „Хърцои“ и култа към бог Хърс от старобългарското езичество.
Днешният храм „Възнесение Господне“ е започнат да се строи през 1925 г. от инициативен комитет, ръководен от свещеника Илия Петков Симеонов. Това става с дарения и доброволен труд на хората от селото. Иконостасът на храма е дело на дебърски майстори от рода Филипови.

## Обществени институции
- Народно Читалище „Светлина“.

В библиотеката на селото има 9734 книги.
В година идват към 130 читатели.

## Културни и природни забележителности
Близо до селото по поречието на р. Огоста се намира местността Кърнино.

## Редовни събития
- Годишен събор, всяка година в неделята преди 24 май.

## Личности
Един от известните родове в с. Громшин е родът Беловарски, от който произхождат:
- Борислав Беловарски, писател фантаст
- Даниел Беловарски, уебмастър, общественик, член на инициативата Българския Великден.

Друг известен род в селото е родът Гачковци. Последният „Гачковец“, живял в селото, е Петър Александров Димитров Гачков. Известен на всички от селото с прозвището Пенко „Синия“. Роден е на 14 април 1922 г. Умира на 27 декември 1995 г. Негов паметник е изграден и може да бъде видян и днес на гроба му в с. Громшин.

## Други
Селото е подходящо за риболов, има около 15 вида риба: шаран, таранка, костур, клен, беловар, щука, мрена и др.